# Aratkend Pervyy
Aratkend Pervyy är en ort i Azerbajdzjan.   Den ligger i distriktet Ağsu Rayonu, i den centrala delen av landet, 130 kilometer väster om huvudstaden Baku. Aratkend Pervyy ligger 98 meter över havet och antalet invånare är 523.
Terrängen runt Aratkend Pervyy är platt åt sydväst, men åt nordost är den kuperad. Närmaste större samhälle är Aghsu, 5,5 kilometer norr om Aratkend Pervyy.
Trakten runt Aratkend Pervyy består till största delen av jordbruksmark. Runt Aratkend Pervyy är det ganska tätbefolkat, med 62 invånare per kvadratkilometer.